# أكاذيب من الكثبان الرملية (كتاب)
كتاب Llibre de les dones هو كتاب كتب في الفترة بين عامي 1387 و 1392 من تأليف فرانسيسك إيكسيمينيس.

## التعليمات والمحتوى
يحتوي الكتاب على ثلاثمائة وستة فصول، والتي تنقسم إلى خمسة أجزاء، بعد المقدمة العامة. تلك الأجزاء الخمسة تتوافق مع الظروف والمراحل المختلفة للمرأة: طفلة، آنسة، متزوجة، أرملة، وراهبة.

### تعليم المرأة وفقاً لمبادئ القرون الوسطى
تهدف هذه الكتب في فصولها الأولية، إلى أن تكون نوعًا من الدليل المساعد لتعليم النساء، تماثل تلك الكتب التي استخدمت خلال هذه الفترة. كما كان يوجد أيضاً تأثير على كتب أخرى من هذا النوع، مثل كتاب: الدومينيكاني فنسنت دي بوفيه حول التعرف على أبناء النبلاء (أبناء الطبقة العليا ) والتي كان لها تأثيراً كبيراً على العصور الوسطى كلها فيما يتعلق بالمبادئ الأساسية للتعليم النسوي.

#### ما لم يذكر في Lo Crestià
ومع ذلك فإن الجزء الأخير هو الجزء الأطول، وهو الجزء المخصص للراهبات، وهو دراسة صغيرة عن علم اللاهوت. في هذا الجزء يجمع العديد من المواد (وعلى الرغم من توضيحه بطريقة مبسطة ومنظمة ) ولكنه لم يضم ل Lo Crestià . لذلك يتناول هذا الجزء ( المجلد الخامس) الفضائل اللاهوتية، (والمجلد السادس بحث في فضائل الكرادلة) ، أما عن الوصايا العشر بحث بها (المجلد السابع).

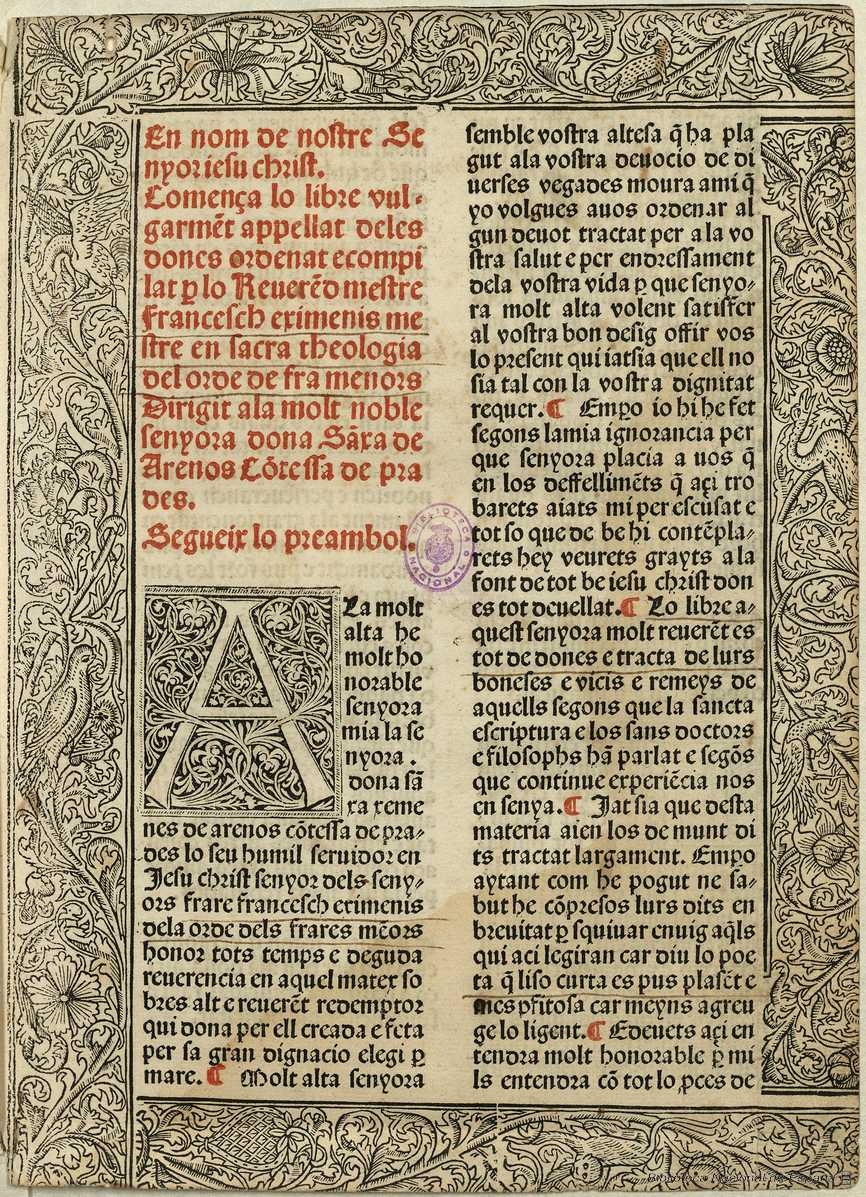
بداية إصدار كتاب " أكاذيب من الكثبان الرملية

أمور أخرى تناولها المجلد، تتوافق مع الأمور التي كان يجب على مجلدات Lo Crestià الأخرى معالجتها. على سبيل المثال تم ذكر أمور عن الزواج والتكفير عن الذنب (المجلد العاشر)، وكيفية التعامل مع الأسرار، والوعود الدينية والتأمل (المجلد الحادي عشر) التعامل مع رجال الدين وحول الفصول النهائية، التي تتعامل مع الأخرة أو (المجلد الثالث عشر) ينبغي أن يتعامل مع الإيمان بالاخره ونهاية العالم ، والمكافأة أو العقوبة التي سيتلقاها الناس بعد ذلك ، وفقا لعقلية العصور الوسطى.